# .50-90 Sharps
.50-90 Sharps — унітарний патрон цивільного призначення, представлений компанією Sharps Rifle Manufacturing Company в 1872 році. 
Проектувався для полювання на бізонів, і споряджався чорним порохом. Енергія кулі бл. 3-4 КДж (у залежності від маси кулі та навіски й типу пороху). У 1874 році був найпотужнішою кулею в лінійці боєприпасів Sharps Rifle Manufacturing Company. На цей момент застарілий і більше не випускається.